# Masury
Masury é uma Região censo-designada localizada no estado norte-americano de Ohio, no Condado de Trumbull.

## Demografia
Segundo o censo norte-americano de 2000, a sua população era de 2618 habitantes.

## Geografia
De acordo com o United States Census Bureau tem uma área de
9,5 km², dos quais 9,4 km² cobertos por terra e 0,1 km² cobertos por água.

## Localidades na vizinhança
O diagrama seguinte representa as localidades num raio de 4 km ao redor de Masury.